# Obokuitai jezik
Obokuitai jezik (aliki, ati, obogwitai; ISO 639-3: afz), jedan od jezika porodice lakes plain kojim se služi 120 ljudi (2000 S. Wurm) sjeverno od srednjeg toka rijeke Rouffaer, u selu Obogwi, na indonezijskom dijelu Nove Gvineje.
Srodan je jezicima doutai [tds], biritai [bqq] i sikaritai [tty]. Koristio se latinskim pismom. Naziv ati, znači jezik.
Po starijoj klasifikaciji pripadao je porodici Geelvink Bay.

## Vanjske poveznice
- Ethnologue (14th)